# 伯克特冰原島峰
72°42′S 162°14′E / 72.700°S 162.233°E
伯克特冰原島峰（英語：Burkett Nunatak）是南極洲的冰原島峰，位於維多利亞地，處於米納雷特冰原島峰以東2公里，屬於莫紐門特冰原島峰的一部分，海拔高度2,180米，美國地質調查局根據測量和該國海軍的空中照片繪入地圖，現時由南極條約體系管理。